# Annona neoulei
Annona neoulei este o specie de plante angiosperme din genul Annona, familia Annonaceae, descrisă de H. Rainer. Conform Catalogue of Life specia Annona neoulei nu are subspecii cunoscute.